# Herdenkingsmunten van € 2 (2019)
Hieronder staat een lijst van herdenkingsmunten van twee euro die 2019 als slagjaar hebben.
| Afbeelding | Land         | Ter gelegenheid van | Oplage     | Datum uitgave     |
| --- | ------------ | --- | ---------- | ----------------- |
| | Luxemburg    | 100ste verjaardag van de troonsbestijging van Groothertogin Charlotte (eenentwintigste uit de 'Luxemburgse dynastie'-serie) | 316.000    | 27 december 2018  |
| Omschrijving: De munt toont links de beeltenis van Zijne Koninklijke Hoogheid Groothertog Henri, en rechts de beeltenis van Groothertogin Charlotte. Onderaan staat de naam van het land van uitgifte „LUXEMBURG” en daaronder het jaar van uitgifte „2019”. Bovenaan, in een halve cirkel rond de beeltenissen, staat de inscriptie „Centenaire de l’accession au trône de la Grande-Duchesse Charlotte” (100ste verjaardag van de troonsbestijging van Groothertogin Charlotte). Langs de buitenrand van de munt zijn de twaalf sterren van de Europese vlag afgebeeld. |              | |            |                   |
| |              | |            |                   |
| | Ierland      | 100ste verjaardag van de eerste zitting van de Dáil Éireann                                                                 | 1.000.000  | 21 januari 2019   |
| Omschrijving: Het ontwerp stelt de eerste zitting van het Dáil Éireann in de „Round Room” voor. Het bestuur van de Ierse natie ging op 21 januari van start en de zitting werd volledig in de Ierse taal gevoerd om op de symbolische aard van de bijeenkomst te wijzen. De Round Room van het „Mansion House” vormt een boog boven de verzamelde leden van het eerste verkozen Dáil van de natie. De woorden „An Chéad Dáil” in het midden van het ontwerp en het jaartal „1919” bovenaan zijn in het traditionele unciale lettertype gedrukt. Onderaan staan de naam van het uitgevende land en het jaar van uitgifte „ÉIRE 2019”. Langs de buitenrand van de munt zijn de twaalf sterren van de Europese vlag afgebeeld. |              | |            |                   |
| |              | |            |                   |
| | België       | 450ste sterfdag van Pieter Bruegel de Oude                                                                                  | 155.000    | 24 januari 2019   |
| Omschrijving: Op het binnenste gedeelte van het muntstuk is het portret te zien van de beroemde Belgische kunstenaar Pieter Bruegel de Oude samen met een schilderij op een schildersezel. Daarboven staan de naam P. Bruegel en de jaartallen 1569, met een subtiel kruisje dat naar het jaar van overlijden verwijst, en 2019, het jaar van uitgifte. Aangezien de Koninklijke Nederlandse Munt de munt zal slaan, bevindt zich links het muntteken van Utrecht, een mercuriusstaf, met daaronder het muntteken van de directeur van de Koninklijke Munt van België, het wapenschild van de gemeente Herzele, en de landcode BE. De initialen LL van de ontwerper van het muntstuk, de heer Luc Luycx, staan aan de rechterkant. Ten slotte bevinden zich aan de rand van het binnenste gedeelte kleine stippen die een cirkel vormen. Langs de buitenrand van de munt zijn de twaalf sterren van de Europese vlag afgebeeld. |              | |            |                   |
| |              | |            |                   |
| | Italië       | 500ste sterfdag van Leonardo da Vinci                                                                                       | 3.000.000  | 25 januari 2019   |
| Omschrijving: De munt toont een detail van het schilderij „Dama con l’ermellino” (dame met hermelijn) van Leonardo da Vinci (Czartoryski museum in Krakau). Links bevinden zich de inscriptie „Leonardo”, de initialen „MAC”, de auteur Maria Angela Cassol en het logo „RI”, het acroniem van de Italiaanse Republiek; rechts staan het muntteken van het munthuis van Rome, „R”, en de data „1519-2019”, respectievelijk het jaar van het overlijden van Leonardo en het jaar van uitgifte van de munt. Langs de buitenrand van de munt zijn de twaalf sterren van de Europese vlag afgebeeld. |              | |            |                   |
| |              | |            |                   |
| | Duitsland    | 70ste verjaardag van de oprichting van de Bondsraad (veertiende uit de 'Bundesländer'-serie)                                | 30.532.900 | 29 januari 2019   |
| Omschrijving: De munt toont een zeer gedetailleerde en fijn gesculpteerde afbeelding van het gebouw van de Bondsraad. In de bovenste helft van het binnenste gedeelte van het muntstuk bevinden zich het muntteken van de betrokken munt („A”, „D”, „F”, „G” of „J”), de initialen van de kunstenaar en het jaar „2019”. In de onderste helft van het binnenste gedeelte van het muntstuk staan de inscriptie „BUNDESRAT” en de code van het uitgevende land „D”. Langs de buitenrand van de munt zijn de twaalf sterren van de Europese vlag afgebeeld. |              | |            |                   |
| |              | |            |                   |
| | Spanje       | Oude stad Ávila met de Kerken buiten de Muren (tiende uit de serie 'UNESCO Wereld Erfgoedlijst')                            | 500.000    | 1 februari 2019   |
| Omschrijving: De stad Avila heeft de soberheid en zuiverheid van de middeleeuwse stijl behouden en heeft de meest complete omwalling van Spanje. In het midden van de beeldenaar is een detail van de stadsmuur van Avila weergegeven. Aan de bovenzijde cirkelvormig oplopend het woord „ESPANA”, het jaar van uitgifte „2019” en het muntteken. Langs de buitenrand van de munt zijn de twaalf sterren van de Europese vlag afgebeeld. |              | |            |                   |
| |              | |            |                   |
| | Andorra      | Finale van de wereldbeker alpineskiën in Andorra                                                                            | 60.000     | 11 maart 2019     |
| Omschrijving: De finale van de wereldbeker alpineskiën 2019 heeft van 11 tot en met 17 maart 2019 plaatsgevonden in het Vorstendom Andorra. Met dit evenement heeft het Vorstendom Andorra een van de belangrijkste wedstrijden alpineskiën ter wereld georganiseerd. Voor het Vorstendom Andorra was dit het meest prestigieuze wintersportevenement dat ooit in het land is georganiseerd, en het zal een keerpunt zijn in de ontwikkeling van het land tot sportbestemming. Op het ontwerp van de munt is op de voorgrond een skiër afgebeeld die een helling afdaalt. Op de achtergrond staan vier gebogen lijnen, uit het officiële logo van deze finale van de wereldbeker alpineskiën; deze symboliseren de hellingen waar de wedstrijd hebben plaatsgevonden. Voorts staan op het ontwerp nog enkele sneeuwvlokken en de inscriptie „FINALS DE LA COPA DEL MÓN D’ESQUÍ ANDORRA 2019” (Finales Wereldbeker alpineskiën 2019 Andorra). Langs de buitenrand van de munt zijn de twaalf sterren van de Europese vlag afgebeeld. |              | |            |                   |
| |              | |            |                   |
| | San Marino   | 500ste sterfdag van Leonardo da Vinci                                                                                       | 55.650     | 4 april 2019      |
| Omschrijving: In het midden van de munt is een engel afgebeeld die door Leonardo da Vinci is geschilderd, een detail van het werk „De doop van Christus”. Langs de binnenrand links staat de inscriptie „SAN MARINO” en rechts de inscriptie „1519 Leonardo 2019”. Links staan de initialen van ontwerper Uliana Perazza, „UP”, en rechts onderaan de letter „R”, het muntteken van het munthuis van Rome. Op de buitenrand van de munt zijn de twaalf sterren van de Europese vlag afgebeeld. |              | |            |                   |
| |              | |            |                   |
| | Slowakije    | 100ste sterfdag van Milan Rastislav Štefánik                                                                                | 1.000.000  | 25 april 2019     |
| Omschrijving: Op de munt is een portret van Milan Rastislav Štefánik afgebeeld. Links van het portret staan — boven elkaar — het geboortejaar „1880” en het overlijdensjaar „1919” van Štefánik. Aan de linkerzijde van het binnenste gedeelte van de munt staan in de vorm van een halve cirkel de naam „MILAN RASTISLAV ŠTEFÁNIK” en de naam van de uitgevende staat „SLOVENSKO”. Het jaar van uitgifte „2019” staat tussen het portret en de rechterzijde. Onder het jaar staan de gestileerde letters „PV” — de initialen van de ontwerper, Peter Valach — en daaronder staat het muntteken van de munt van Kremnica (Mincovňa Kremnica), bestaande uit de initialen „MK” tussen twee muntstempels. Langs de buitenrand van de munt zijn de twaalf sterren van de Europese vlag afgebeeld. |              | |            |                   |
| |              | |            |                   |
| | Vaticaanstad | 90ste verjaardag van de oprichting van de onafhankelijke staat                                                              | 84.000     | 7 mei 2019        |
| Omschrijving: De munt toont een portret van paus Pius XI (staatshoofd in 1929) en het Sint-Jan van Lateranenplein in Rome. Bovenaan staat van links naar rechts in een halve cirkel de naam van het uitgevende land, „STATO DELLA CITTÀ DEL VATICANO”. Onderaan staan de jaartallen „1929” en „2019”, met daaronder de naam van de ontwerper, „FUSCO”. Langs de buitenrand van de munt zijn de twaalf sterren van de Europese vlag afgebeeld. |              | |            |                   |
| |              | |            |                   |
| | Portugal     | 500ste verjaardag van de start van de eerste zeilreis rond de wereld door Magellaan                                         | 520.000    | 8 mei 2019        |
| Omschrijving: Het ontwerp beeldt Ferdinand Magellaan af. Aan de rechterkant staan in een halve cirkel de inscriptie “CIRCUM NAVEGAÇÃO” (rondvaart) en daaronder de inscriptie “1519 FERNÃO DE MAGALHÃES”. Aan de linkerkant staan in een halve cirkel het jaar van uitgifte “2019” en de naam van het land van uitgifte “PORTUGAL”. Langs de buitenrand van de munt zijn de twaalf sterren van de Europese vlag afgebeeld. |              | |            |                   |
| |              | |            |                   |
| | België       | 25ste verjaardag van de oprichting van het Europees Monetair Instituut (EMI)                                                | 155.000    | 9 mei 2019        |
| Omschrijving: In het binnenste deel van het stuk is aan de rechterzijde het portret te zien van Alexandre Lamfalussy, de eerste president van het EMI, met daaronder zijn naam. Aan de linkerzijde staat de afkorting EMI centraal met het jaar 1994 erboven, dat verwijst naar de datum van de oprichting van het instituut en de aanwijzing van Lamfalussy als eerste voorzitter ervan. Onder „EMI” zijn verschillende op elkaar vallende munten afgebeeld met, van boven naar beneden, het opschrift €, „ECU” en „BEF”. Gezien het feit dat dit een Belgische uitgifte is, is gekozen voor „BEF”, de afkorting van de vroegere nationale munteenheid van België. Het doel van deze voorstelling is het symboliseren van de overgang van de nationale valuta’s naar een Europese eenheidsmunt, de euro, aangezien het EMI zich vooral richtte op de oprichting van het Europees Stelsel van centrale banken, met inbegrip van de ECB en de nieuwe valuta. Op de linkerbovenzijde van de munt staat een opschrift „European Monetary Institute”. Omdat de Koninklijke Nederlandse Munt de munten zal slaan, staat het muntteken van Utrecht, de staf van Mercurius, aan de linkerzijde met het Belgische muntmeesterteken, het wapen van de gemeente Herzele. De landcode BE en het jaartal 2019 staan onderaan. De initialen LL die verwijzen naar de ontwerper van de munt, de heer Luc Luycx, staan rechts. Langs de buitenrand van de munt zijn de twaalf sterren van de Europese vlag afgebeeld. |              | |            |                   |
| |              | |            |                   |
| | Malta        | Megalithische tempels van Ta' Ħaġrat (vierde uit de 'Prehistorische Tempels'-serie)                                         | 335.000    | 13 mei 2019       |
| Omschrijving: Het ontwerp is een afbeelding van Ta’ Haġrat, een prehistorische tempel in Mġarr, een klein dorp in het noordwesten van Malta. De tempel bestaat uit twee structuren, waarvan de grootste dateert van ongeveer 3600-3200 voor Christus. Deze tempel heeft een monumentale ingang, die zijn meest opvallende kenmerk is. Aan de bovenzijde van het ontwerp staat de inscriptie “TA’HAĠRAT TEMPLES 3600-3000 BC”. Aan de onderzijde staan de naam van het land van uitgifte “MALTA” en het jaar van uitgifte “2019”. Langs de buitenrand van de munt zijn de twaalf sterren van de Europese vlag afgebeeld. |              | |            |                   |
| |              | |            |                   |
| | Estland      | 150-jarig bestaan van het Estisch Zangfeest                                                                                 | 1.000.000  | 29 mei 2019       |
| Omschrijving: Het ontwerp is geïnspireerd door de optocht van het liedfestival, waarvan de deelnemers, in allerhande klederdracht, zich voortbewegen als golven op zee met kreten van trots en vreugde. Het ontwerp verenigt muziek, klederdracht en de verschillende plaatsen van dit schitterende liedfestival van de natie aan zee. Het ontwerp bevat ook de eerste noten van het Estse volkslied en onderaan de woorden „Laulupidu 150” (liedfestival 150). Bovenaan staat het jaar van uitgifte „2019” en daaronder de naam van het uitgevende land „EESTI”. Langs de buitenrand van de munt zijn de twaalf sterren van de Europese vlag afgebeeld. |              | |            |                   |
| |              | |            |                   |
| | Portugal     | 600ste verjaardag van de ontdekking van Madeira en Porto Santo                                                              | 520.000    | 6 juni 2019       |
| Omschrijving: Het ontwerp beeldt de Madeira-archipel en het eiland Porto Santo af. In een halve cirkel staan de inscripties “600 anos do Descobrimento da Madeira e de Porto Santo” en “PORTUGAL 2019”. Langs de buitenrand van de munt zijn de twaalf sterren van de Europese vlag afgebeeld. |              | |            |                   |
| |              | |            |                   |
| | Frankrijk    | 60ste verjaardag van de eerste publicatie van Asterix                                                                       | 310.000    | 7 juni 2019       |
| Omschrijving: Op de munt wordt Asterix met zijn gevleugelde helm in profiel afgebeeld. Hij wordt omringd door lauwerkransen en Romeinse opschriften die naar zijn zestigste verjaardag verwijzen. Bovenaan staat het opschrift „ASTERIX” met daaronder de verwijzing naar de uitgevende staat, „RF” (voor „République française”). Het jaar van uitgifte „2019” wordt onderaan vermeld, samen met het Franse muntteken en muntmeestersteken. Langs de buitenrand van de munt zijn de twaalf sterren van de Europese vlag afgebeeld. |              | |            |                   |
| |              | |            |                   |
| | Litouwen     | Sutartinės - Litouwse volksliederen                                                                                         | 500.000    | 10 juli 2019      |
| Omschrijving: Op de beeldenaar staan lineaire motieven, die symbool staan voor de polyfone melodieën van het unieke Litouwse erfgoed — volksliederen, sutartinės. De lijnen lopen steeds breder uiteen en komen dan weer dichter bij elkaar, en eindigen in een draaikolk die versierd is met diverse geometrische en natuurafbeeldingen in miniatuur. De inscriptie van het land van uitgifte “LIETUVA”, evenals de inscriptie “SUTARTINĖS” (Litouwse meerstemmige liederen) en het jaar van uitgifte “2019” zijn afgebeeld in een halve cirkel. Het muntteken van de Litouwse munt is eveneens afgebeeld. Langs de buitenrand van de munt zijn de twaalf sterren van de Europese vlag afgebeeld. |              | |            |                   |
| |              | |            |                   |
| | Griekenland  | 100ste geboortedag van Manolis Andronikos                                                                                   | 750.000    | 11 juli 2019      |
| Omschrijving: Het ontwerp bevat een portret van Manolis Andronicos. Langs de binnenzijde links staat de naam „MANOLIS ANDRONICOS 1919-1992”, samen met het jaar van uitgifte en een palmet (het muntteken van het Griekse munthuis). Langs de binnenzijde rechts staan de woorden „HELLEENSE REPUBLIEK”. Rechts is ook het monogram van de ontwerper (George Stamatopoulos) zichtbaar. Langs de buitenrand van de munt zijn de twaalf sterren van de Europese vlag afgebeeld. |              | |            |                   |
| |              | |            |                   |
| | Griekenland  | 150ste sterfdag van Andréas Kálvos                                                                                          | 750.000    | 11 juli 2019      |
| Omschrijving: De nationale zijde van de munt toont een portret van Andreas Kalvos. Langs de binnenzijde links staat de naam „ANDREAS KALVOS 1792-1869”, samen met het jaar van uitgifte en een palmet (het muntteken van het Griekse munthuis). Langs de binnenzijde rechts staan de woorden „HELLEENSE REPUBLIEK”. Rechts is ook het monogram van de ontwerper (George Stamatopoulos) te zien. Langs de buitenrand van de munt zijn de twaalf sterren van de Europese vlag afgebeeld. |              | |            |                   |
| |              | |            |                   |
| | San Marino   | 550ste sterfdag van Filippo Lippi                                                                                           | 56.650     | 29 augustus 2019  |
| Omschrijving: In het midden van de munt is de Madonna met kind afgebeeld, een detail uit het werk “Madonna met kind en twee engelen” van Filippo Lippi. Bovenaan staan de inscripties “SAN MARINO” en “FILIPPO LIPPI” en links het jaar “1469” en de letter “R”, het muntteken van het munthuis van Rome. Onderaan links staan de initialen van de ontwerpster Maria Angela Cassol “M.A.C.” en onderaan in het midden het jaar “2019”. Langs de buitenrand van de munt zijn de twaalf sterren van de Europese vlag afgebeeld. |              | |            |                   |
| |              | |            |                   |
| | Litouwen     | Neder-Litouwen (eerste uit de 'Etnografische Regio's'-serie)                                                                | 500.000    | 10 september 2019 |
| Omschrijving: Op de beeldenaar staat een beer die op zijn achterpoten staat, een gourmetteketting om de hals. De afbeelding staat al sinds de 16e eeuw op het wapenschild van Samogitië. De beer staat tegen de achtergrond van een schild met daarbovenop een kroon, die wordt vastgehouden door een soldaat in harnas (symbool van moed, opoffering en patriottisme) en een godin met een anker (een symbool van hoop). Daaronder staat een Latijnse inscriptie “PATRIA UNA” (één vaderland). Rondom op de beeldenaar staan de inscripties “LIETUVA” (Litouwen) en “ŽEMAITIJA” (Samogitië), het jaar van uitgifte “2019” en het muntteken van de Litouwse munt. Langs de buitenrand van de munt zijn de twaalf sterren van de Europese vlag afgebeeld. |              | |            |                   |
| |              | |            |                   |
| | Monaco       | 200ste verjaardag van de troonsbestijging van Honorius V                                                                    | 15.000     | 12 september 2019 |
| Omschrijving: De munt toont de beeltenis van prins Honorius V. Links staat de inscriptie „HONORÉ V” en rechts de naam van het uitgevende land, „MONACO”. Onderaan staat in een halve cirkel de inscriptie „1819 — Avènement — 2019”. Langs de buitenrand van de munt zijn de twaalf sterren van de Europese vlag afgebeeld. |              | |            |                   |
| |              | |            |                   |
| | Letland      | Opkomende zon - Het wapen van Letland                                                                                       | 307.000    | 17 september 2019 |
| Omschrijving: Op het muntstempel is het motief van de rijzende zon weergegeven, met in het midden de gestileerde letters B en L (een afkorting van de woorden “Brīvā Latvija” (Vrij Letland)). Het is ook voorzien van het opschrift “UZLECOŠĀ SAULE” (de rijzende zon), de naam van het land van uitgifte “LATVIJA” en het jaar van uitgifte “2019”. Op de buitenste ring van de munt staan de twaalf sterren van de Europese vlag afgebeeld. |              | |            |                   |
| |              | |            |                   |
| | Luxemburg    | 100ste verjaardag van de invoering van het algemeen kiesrecht (tweeëntwintigste uit de 'Luxemburgse dynastie'-serie)        | 311.000    | 19 september 2019 |
| Omschrijving: Op de beeldenaar is links de beeltenis van Zijne Koninklijke Hoogheid, Groothertog Henri, weergegeven en rechts een stembus waar een stembiljet door een hand in wordt gestoken. Onderaan staat de naam van het land van uitgifte “LUXEMBOURG”. Bovenaan, in halve cirkelvorm, staat de inscriptie “Centenaire du suffrage universel” (Honderdste verjaardag van het algemeen stemrecht) en daaronder de inscriptie “1919-2019” (2019 zijnde het jaar van uitgifte). Langs de buitenrand van de munt zijn de twaalf sterren van de Europese vlag afgebeeld. |              | |            |                   |
| |              | |            |                   |
| | Vaticaanstad | 25ste verjaardag van de voltooiing van de restauratie van de Sixtijnse Kapel                                                | 83.000     | 1 oktober 2019    |
| Omschrijving: Het ontwerp beeldt het laatste oordeel in de Sixtijnse Kapel af. Links staat in een halve cirkel de inscriptie van het land van uitgifte “CITTÀ DEL VATICANO”. Rechts staan in een halve cirkel de inscripties “CAPPELLA SISTINA — FINE DEI RESTAURI” en “1994-2019”. Rechts staat het muntteken “R” en onderaan staat de naam van de kunstenaar “D. LONGO”. Langs de buitenrand van de munt zijn de twaalf sterren van de Europese vlag afgebeeld. |              | |            |                   |
| |              | |            |                   |
| | Frankrijk    | 30ste verjaardag van de val van de Berlijnse Muur                                                                           | 15.020.000 | 10 oktober 2019   |
| Omschrijving: Het ontwerp beeldt de Berlijnse Muur af, die in het midden geopend is en waar duiven (de allegorie voor de internationale verzoening) en een uitbundige menigte doorheen gaan. Op de achtergrond staat de Brandenburger Tor, het Berlijnse symbool bij uitstek. Op één kant van de muur staat „30 ans de la chute du Mur de Berlin/30 Jahre Mauerfall” geschreven. Onder aan het ontwerp staat het jaar van uitgifte „2019” en rechts daarvan de aanduiding van het uitgevende land „RF” (wat voor République française staat). Langs de buitenrand van de munt zijn de twaalf sterren van de Europese vlag afgebeeld. |              | |            |                   |
| |              | |            |                   |
| | Duitsland    | 30ste verjaardag van de val van de Berlijnse Muur                                                                           | 30.339.400 | 10 oktober 2019   |
| Omschrijving: Het ontwerp beeldt de Berlijnse Muur af, die in het midden geopend is en waar duiven (de allegorie voor de internationale verzoening) en een uitbundige menigte doorheen gaan. Op de achtergrond staat de Brandenburger Tor, het Berlijnse symbool bij uitstek. De vermelding “30 Jahre Mauerfall” (30 jaar na de val van de Berlijnse Muur) staat op één zijde van de muur. Onderaan het ontwerp staat het jaar van uitgifte “2019” en rechts daarvan de aanduiding van het uitgevende land “D”. Langs de buitenrand van de munt zijn de twaalf sterren van de Europese vlag afgebeeld. |              | |            |                   |
| |              | |            |                   |
| | Malta        | Natuur en milieu (vierde uit de 'Door kinderen met solidariteit'-serie)                                                     | 320.000    | 21 oktober 2019   |
| Omschrijving: Het muntstempel is gemaakt door een scholier en toont een fruitboom en een gestileerde voorstelling van de zon. Linksonder staat de naam van het land van uitgifte “MALTA” en daaronder het jaar van uitgifte “2019”. Langs de buitenrand van de munt zijn de twaalf sterren van de Europese vlag afgebeeld. |              | |            |                   |
| |              | |            |                   |
| | Finland      | 100ste verjaardag van de invoering van de grondwet                                                                          | 500.000    | 31 oktober 2019   |
| Omschrijving: De beeldenaar heeft drie cirkelvormige velden die in het midden over elkaar heen liggen. De drie velden stellen de trias politica voor, de scheiding der machten in drie verschillende takken: een wetgevende, een uitvoerende en een rechterlijke macht. Het jaar van uitgifte “2019” staat links van het midden. De aanduiding van het land van afgifte “FI” en het muntteken staan rechtsonder. Langs de buitenrand van de munt zijn de twaalf sterren van de Europese vlag afgebeeld. |              | |            |                   |
| |              | |            |                   |
| | Andorra      | 600ste verjaardag van de oprichting van de Consell de la Terra                                                              | 60.000     | 11 november 2019  |
| Omschrijving: Het ontwerp herdenkt de oprichting van de Consell de la Terra (de raad van het land), 600 jaar geleden. Dit was een vertegenwoordigingsinstantie die werd opgericht in 1419, en het is de voorloper van de Consell General (algemene raad), het parlement van Andorra. Het ontwerp geeft het bovenste gedeelte weer van de ingang/het portaal van Casa de la Vall, de oude zetel van het parlement, met daarboven het wapenschild van het land en een raamfragment. De twee compacte groepen gezichten aan beide zijden van het ontwerp, als het ware stenen van het gebouw, staan voor de samenhang van de Andorrezen als een sociale gemeenschap die verenigd is in haar geschiedenis, instellingen en waarden. Het opschrift bovenaan “600 ANYS DEL CONSELL DE LA TERRA” (600 jaar raad van het land), de naam van de uitgevende staat “ANDORRA”, en onderaan de twee jaartallen “1419” en “2019” midden in het getal “600” vervolledigen het ontwerp. Langs de buitenrand van de munt zijn de twaalf sterren van de Europese vlag afgebeeld. |              | |            |                   |
| |              | |            |                   |
| | Estland      | 100ste verjaardag van de oprichting van de Eststalige Universiteit van Tartu                                                | 1.000.000  | 19 november 2019  |
| Omschrijving: Met deze munt wordt het honderdjarig bestaan van de universiteit van Tartu als eerste Eststalige universiteit herdacht. De universiteit van Tartu is in 1632 opgericht door de Zweedse koning Gustav II Adolf en is een van de oudste universiteiten in Noord- en Oost-Europa. In 1919 werd zij de eerste Eststalige universiteit. Het ontwerp beeldt een motief van het hoofdgebouw van de universiteit af. Ook draagt het de opschriften “RAHVUSÜLIKOOL 100” (nationale universiteit 100) en “UNIVERSITAS TARTUENSIS”, het jaartal “1632”, de uitgevende staat “EESTI” en het jaar van uitgifte “2019”. Langs de buitenrand van de munt zijn de twaalf sterren van de Europese vlag afgebeeld. |              | |            |                   |
| |              | |            |                   |
| | Slovenië     | 100ste verjaardag van de oprichting van de Universiteit van Ljubljana                                                       | 1.000.000  | 25 november 2019  |
| Omschrijving: Het logo van de Universiteit van Ljubljana staat centraal in het ontwerp. Aan de linkerkant is de gevel van de universiteit, die in het logo normaal gezien boven het volle vierkant staat, vervangen door de inscriptie “100 LET UNIVERZE V LJUBLJANI”. De achtergrond van het ontwerp heeft textuur, zodat de inscriptie met het volle vierkant er beter uitspringt. Onderaan rechts staat de inscriptie “SLOVENIJA 2019”. Langs de buitenrand van de munt zijn de twaalf sterren van de Europese vlag afgebeeld. |              | |            |                   |